# Haimbachia placidellus
Haimbachia placidellus é uma espécie de mariposa pertencente à família Crambidae. Foi descrita pela primeira vez por Haimbach, em 1907. Pode-se encontrar na América do Norte, onde há registos da sua observação em Nova Iorque e do Massachusetts até à Carolina do Sul, a oeste do Tennessee.
A envergadura é de cerca de 17-18 mm. As asas anteriores têm pigmentação pálida a esbranquiçada com pálidas com manchas escuras. As asas posteriores são amarelo-pálidas com uma linha terminal mais escura. Os adultos, alados, aparecem de maio a julho.
As larvas alimentam-se, provavelmente, de graminoides.